# Club Deportivo Cobeña
Maillots
Club Deportivo Cobeña est un club de football espagnol basé à Cobeña.

## Joueurs emblématiques
- / Jerry Kamgang
- Mutiu Adepoju
- Luis Miguel Ramis
- / Sebastian Flores